# 滋賀県中学校一覧
| 総数                      | 105校            |
| 国立                      | 1校              |
| 公立                      | 98校             |
| 私立                      | 6校              |
| 教育委員会所在地          | 〒520-8577       |
| 滋賀県大津市京町四丁目1-1 |                  |
| 公式サイト                | 滋賀県教育委員会 |

滋賀県中学校一覧（しがけんちゅうがっこういちらん）は、滋賀県の中学校および義務教育学校（後期課程）の一覧。

## 国立中学校
- 滋賀大学教育学部附属中学校

## 公立中学校・義務教育学校

### 大津市
- 大津市立青山中学校
- 大津市立粟津中学校
- 大津市立伊香立中学校
- 大津市立石山中学校
- 大津市立打出中学校
- 大津市立仰木中学校
- 大津市立皇子山中学校
- 大津市立堅田中学校
- 大津市立葛川中学校
- 大津市立唐崎中学校
- 大津市立北大路中学校
- 大津市立志賀中学校
- 大津市立瀬田中学校
- 大津市立瀬田北中学校
- 大津市立田上中学校
- 大津市立南郷中学校
- 大津市立日吉中学校
- 大津市立真野中学校

### 彦根市

#### 県立
- 滋賀県立河瀬中学校

#### 市立
- 彦根市立東中学校
- 彦根市立西中学校
- 彦根市立南中学校
- 彦根市立鳥居本中学校
- 彦根市立稲枝中学校
- 彦根市立中央中学校
- 彦根市立彦根中学校

### 長浜市
- 長浜市立北中学校
- 長浜市立西中学校
- 長浜市立東中学校
- 長浜市立南中学校
- 長浜市立びわ中学校
- 長浜市立浅井中学校
- 長浜市立虎姫学園
- 長浜市立湖北中学校
- 長浜市立高月中学校
- 長浜市立木之本中学校
- 長浜市立余呉小中学校
- 長浜市立西浅井中学校

### 近江八幡市
- 近江八幡市立八幡中学校
- 近江八幡市立八幡西中学校
- 近江八幡市立八幡東中学校
- 近江八幡市立安土中学校

### 草津市
- 草津市立草津中学校
- 草津市立高穂中学校
- 草津市立老上中学校
- 草津市立新堂中学校
- 草津市立松原中学校
- 草津市立玉川中学校

### 守山市

#### 県立
- 滋賀県立守山中学校

#### 市立
- 守山市立明富中学校
- 守山市立守山中学校
- 守山市立守山北中学校
- 守山市立守山南中学校

### 栗東市
- 栗東市立葉山中学校
- 栗東市立栗東中学校
- 栗東市立栗東西中学校

### 甲賀市

#### 県立
- 滋賀県立水口東中学校

#### 市立
- 甲賀市立水口中学校
- 甲賀市立城山中学校
- 甲賀市立土山中学校
- 甲賀市立甲賀中学校
- 甲賀市立甲南中学校
- 甲賀市立信楽中学校

### 野洲市
- 野洲市立野洲北中学校
- 野洲市立野洲中学校
- 野洲市立中主中学校

### 湖南市
- 湖南市立日枝中学校
- 湖南市立甲西中学校
- 湖南市立甲西北中学校
- 湖南市立石部中学校

### 高島市
- 高島市立マキノ中学校
- 高島市立今津中学校
- 高島市立朽木中学校
- 高島市立安曇川中学校
- 高島市立高島中学校
- 高島市立湖西中学校

### 東近江市
- 東近江市立聖徳中学校
- 東近江市立玉園中学校
- 東近江市立船岡中学校
- 東近江市立朝桜中学校
- 東近江市立永源寺中学校
- 東近江市立能登川中学校
- 東近江市立五個荘中学校
- 東近江市立湖東中学校
- 東近江市立愛東中学校

### 米原市
- 米原市立米原中学校
- 米原市立河南中学校
- 米原市立柏原中学校
- 米原市立大東中学校
- 米原市立伊吹山中学校
- 米原市立双葉中学校

### 蒲生郡
- 日野町立日野中学校
- 竜王町立竜王中学校

### 愛知郡
- 愛荘町立秦荘中学校
- 愛荘町立愛知中学校

### 犬上郡
- 豊郷町立豊日中学校
- 甲良町立甲良中学校
- 多賀町立多賀中学校

## 私立中学校および私立中等教育学校
- 比叡山中学校
- 近江兄弟社中学校
- 光泉カトリック中学校
- 滋賀学園中学校
- 立命館守山中学校
- 幸福の科学学園関西中学校
- MIHO美学院中等教育学校